# Xyloperthella crinitarsis
Xyloperthella crinitarsis là một loài bọ cánh cứng trong họ Bostrichidae. Loài này được Imhoff miêu tả khoa học năm 1843.